# Thomas Vedel Kvist
Thomas Vedel Kvist (né le 18 août 1987 à Odder, au Danemark) est un coureur cycliste danois, professionnel de 2008 à 2010.

## Biographie
Thomas Vedel Kvist commence à glaner chez les juniors ses victoires en 2005, remportant plusieurs de ses succès sur le circuit Coupe du monde UCI Juniors, comme la première étape du Trofeo Karlsberg en mai. Il finit le même mois sur la seconde marche du podium de la Course de la Paix.
En juillet 2005, il impressionne au Luxembourg, s'adjugeant le classement général du Grand Prix Général Patton. Ces excellents résultats le font signer dans l'équipe Designa Køkken, où il passe deux saisons plus difficiles. Il est cependant recruté par la formation Beveren 2000, en Belgique, lors de l'année 2008. Il y retrouve un bon niveau et s'illustre sur les épreuves de l'UCI Coupe des Nations U23, réservée aux moins de vingt-trois ans, dont la manche de la ville de Saguenay, enlevant la cinquième étape, au Canada, ce qui permet à son équipe nationale de terminer septième du classement final.
En août 2008, satisfait de ses résultats dans son équipe espoirs, Patrick Lefevere décide de l'engager. C'est ainsi que Kvist devient professionnel chez Quick Step. Il participe à sa première course officielle lors du Tour d'Allemagne. Il chute lourdement à la fin de la troisième étape, reste longtemps étendu au sol, et se bat seul avec la voiture-balai, concédant plus de dix-sept minutes à l'arrivée. Il se reprend le lendemain, au terme d'une quatrième étape où il se classe douzième du sprint final.
En septembre, il se montre offensif lors du Grand Prix de Fourmies, où il s'échappe dans le bon groupe, et travaille pour Giovanni Visconti, qui s'impose.
En 2009, il se montre dans le Tour de Turquie où il s'échappe lors d'une étape mais n'a encore aucun résultat sous les couleurs de sa nouvelle formation.
Thomas Vedel Kvist rejoint Glud & Marstrand-LRØ en 2011. Il gagne deux courses, une étape sur le Tour de Normandie puis une autre sur le Rhône-Alpes Isère Tour. En fin d'année, il annonce la fin de sa carrière sportive pour se consacrer à ses études.

## Palmarès
- 2005
  - 1re étape du Trofeo Karlsberg
  - 2e étape du Tour du Pays de Vaud
  - Classement général du Grand Prix Général Patton
  - Giro della Lunigiana :
    - Classement général
    - 3e étape

  - 2e de la Course de la Paix juniors
  - 2e de la Coupe du monde UCI Juniors
- 2008
  - Coupe des nations Ville Saguenay :
    - Classement général
    - 5e étape

  - Mémorial Noël Soetaert
  - 2e étape du Tour de Liège
  - 2e de Bruxelles-Opwijk
  - 3e du Tour de Liège
- 2011
  - 2e étape du Tour de Normandie
  - 4e étape du Rhône-Alpes Isère Tour
  - 3e du Kreiz Breizh Elites

## Classements mondiaux
| Année           | 2007 | 2008 | 2009 | 2010 | 2011 |
| --------------- | ---- | ---- | ---- | ---- | ---- |
| UCI Europe Tour | 967e |      |      |      | 455e |